# Rayse Biggs
Rayse Biggs (* in Detroit) ist ein US-amerikanischer Jazz- und Studiomusiker (Trompete, Flügelhorn, Keyboards) und Arrangeur, der sich auch als Musikproduzent und Tontechniker betätigte. 
Biggs, der gemeinsam mit Marcus Belgrave die Grundschule besuchte, studierte an der Oakland University und arbeitete u. a. mit Geri Allen (Open on All Sides – In the Middle, 1987), Roy Brooks, Freddie Hubbard, Lew Tabackin, Dizzy Gillespie, Lou Rawls, B. B. King und Sonny Fortune sowie als Studiomusiker mit Was (Not Was), Bob Dylan (Under the Red Sky, 1990), Martha Reeves und Patti Smith. Mit einem Stipendium des Detroit Council of Arts hielt er Workshops und Konzerte an öffentlichen Schulen Detroits. 1997 legte Biggs das Album Mr. B & Friends vor, gefolgt von For the Love of It (2006). Er produzierte 1987 für die Michigan Jazz Masters das Album Urban Griots, ferner arbeitete er für Mary Wynn, Russell Green, Kem und Sweet Pea Atkinson.

## Diskographische Hinweise
- Roy Brooks And The Artistic Truth – Live at the Montreux/Detroit Jazz Festival, 1983 (Sagittarius A-Star, ed. 2012)
- Wendell Harrison: Live in Concert (1992)